# Across the Dark
Across the Dark — це четвертий повноцінний студійний альбом фінського гурту у стилі мелодійний дез-метал — Insomnium. Альбом вийшов 7 вересня 2009 року під лейблом Candlelight Records. У записі брали участь Юлес Навері із Profane Omen та Enemy of the Sun як гостьовий вокал, а також Алексі Мунтер із Swallow the Sun як гостьовий клавішник. Альбом отримав титул «Альбому місяця» за вересень 2009 року від німецького інтернет-журналу Metal 1.

## Список композицій
| #     | Назва                       | Автор слів    | Автор музики    | Тривалість |
| ----- | --------------------------- | ------------- | --------------- | ---------- |
| 1.    | «Equivalence»               | Вілле Фріман  | Фріман          | 3:18       |
| 2.    | «Down with the Sun»         | Нііло Севанен | Фріман, Севанен | 4:22       |
| 3.    | «Where the Last Wave Broke» | Фріман        | Фріман          | 5:03       |
| 4.    | «The Harrowing Years»       | Севанен       | Фріман, Севанен | 6:39       |
| 5.    | «Against the Stream»        | Фріман        | Фріман          | 6:11       |
| 6.    | «Lay of the Autumn»         | Севанен       | Фріман, Севанен | 9:08       |
| 7.    | «Into the Woods»            | Вілле Ванні   | Фріман          | 5:08       |
| 8.    | «Weighed down with Sorrow»  | Фріман        | Фріман          | 5:51       |
| 45:40 |                             |               |                 |            |

| Бонус-треки зі спеціального видання | Бонус-треки зі спеціального видання | Бонус-треки зі спеціального видання | Бонус-треки зі спеціального видання | Бонус-треки зі спеціального видання |
| #                                   | Назва                               | Автор слів                          | Автор музики                        | Тривалість                          |
| ----------------------------------- | ----------------------------------- | ----------------------------------- | ----------------------------------- | ----------------------------------- |
| 9.                                  | «The New Beginning»                 |                                     |                                     | 7:15                                |
| 10.                                 | «Into the Evernight»                | Севанен                             | Севанен                             | 5:28                                |

## Чарти
| Chart (2009)           | Пікова позиція |
| ---------------------- | -------------- |
| Фінський чарт альбомів | 5              |

## Учасники

### Insomnium
- Нііло Севанен − вокал, бас-гітара
- Вілле Фріман − гітара
- Вілле Ванні − гітара
- Маркус Гірвонен − ударні

### Додаткові музиканти
- Алексі Мунтер (Swallow the Sun) — клавішні
- Юлес Навері (Profane Omen, Enemy of the Sun) — чистий вокал